# Ken Matsubara
Ken Matsubara (jap. 松原 健 Matsubara Ken; ur. 16 lutego 1993) – japoński piłkarz występujący na pozycji obrońcy. Obecnie występuje w Yokohama F. Marinos.

## Kariera klubowa
Od 2010 roku występował w klubach Oita Trinita, Albirex Niigata i Yokohama F. Marinos.